# Кузноцин (Мазовецьке воєводство)
Кузноцин (пол. Kuznocin) — село в Польщі, у гміні Сохачев Сохачевського повіту Мазовецького воєводства. Населення — 850 осіб (2011).
У 1975—1998 роках село належало до Скерневицького воєводства.

## Демографія
Демографічна структура станом на 31 березня 2011 року:
|          | Загалом | Допрацездатний вік | Працездатний вік | Постпрацездатний вік |
| -------- | ------- | ------------------ | ---------------- | -------------------- |
| Чоловіки | 435     | 94                 | 304              | 37                   |
| Жінки    | 415     | 71                 | 259              | 85                   |
| Разом    | 850     | 165                | 563              | 122                  |